# Листи послушниці
Листи послушниці (італ. Lettere di una novizia, фр. La novice) — італійсько-французька кіномелодрама 1960 року, знята Альберто Латтуадою, з Жаном-Полем Бельмондо і Паскаль Петі у головних ролях.

## Сюжет
Молоді послушниці готуються присвятити своє життя служінню Господу. До них в обитель приїжджає Дон Паоло, і своєю напутньою, емоційною промовою, пожвавлює в Ріті спогади дворічної давнини, пов'язані з її матір'ю Елізою та старшим сином сусідської родини Джуліано.

## У ролях
- Жан-Поль Бельмондо — Джуліано Верді
- Паскаль Петі — Маргарита «Ріта» Пассі
- Елла Петрі — Еліза Пассі
- Лілла Бріньоне — другорядна роль
- Ельза Ваццолер — другорядна роль
- Еміліо Чіголі — другорядна роль
- Массімо Джиротті — Дон Паоло Конті
- Літц Кібізка — другорядна роль
- Аліче Сандро — другорядна роль

## Знімальна група
- Режисер — Альберто Латтуада
- Сценаристи — Альберто Латтуада, Джузеппе Патроні Гріффі, Енріко Медіолі, Роже Ваян
- Оператор — Роберто Джерарді
- Композитор — Роберто Ніколозі
- Продюсер — Карло Понті